# Tedesco austriaco
Il tedesco austriaco (österreichisches Deutsch) è la variante della lingua tedesca parlata in Austria che presenta alcune differenze rispetto all'idioma normalmente usato in Germania: non solo differenze di tipo dialettale ma anche divergenze nella lingua ufficiale e scritta come la si può ritrovare alla televisione, nei libri oppure a scuola.
Si tratta di fenomeni grammaticali e fonetici, ma soprattutto lessicali. Da un lato, è vero che diverse differenze possono essere dovute all'esistenza di ceppi dialettali diversi; comunque, gioca un certo ruolo anche il fatto che in stati diversi l'uso della stessa lingua può avere particolarità divergenti. Molto importanti sono infine le differenze tra Austria e Germania nell'affermarsi dei diversi prestiti, delle parole derivate dalle lingue straniere soprattutto in Austria.
Si tratta di differenze indubbiamente rilevanti, anche se in una buona parte dei testi scritti in circolazione nella vita di tutti i giorni non sarà possibile risalire con certezza al paese di origine.

## Generalità

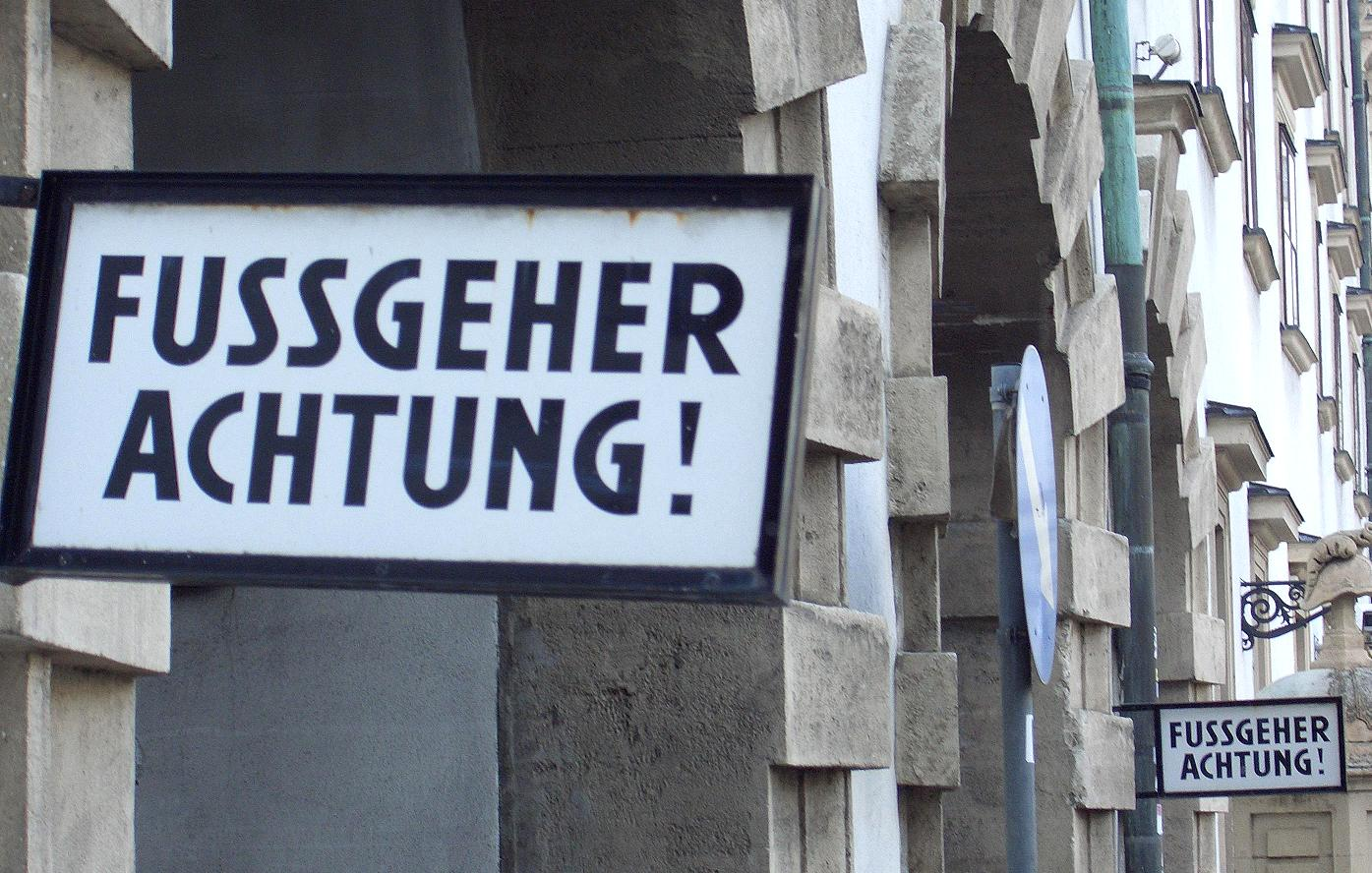
Cartello stradale, Vienna, Hofburg.

Il più delle volte, anche in Austria, la variante austriaca viene utilizzata nella lingua standard parallelamente a quella affermatasi in Germania. Al di fuori dell'Austria, comunque le varianti austriache (in tedesco Austriazismus) risulteranno il più delle volte strane o (più raramente) incomprensibili:
- italiano: Ho comprato una bottiglia di latte per / ad un euro
  - tedesco in Austria: Ich habe eine Flasche Milch um einen Euro gekauft.
  - tedesco in Germania: Ich habe eine Flasche Milch für einen Euro gekauft (in Germania si preferisce usare la preposizione für,  ma non è scorretto usare um).
- italiano: i ribes
  - tedesco in Austria: die Ribiseln[1]
  - tedesco in Germania: die Johannisbeeren
- italiano: i pedoni
  - tedesco in Austria: die Fußgeher
  - tedesco in Germania: die Fußgänger
- italiano: questo mi secca
  - tedesco in Austria: das sekkiert mich
  - tedesco in Germania: das geht mir auf die Nerven.[2]
- italiano: la panna montata
  - tedesco in Austria: das Obers
  - tedesco in Germania: die Schlagsahne

Ci sono anche delle differenze fonetiche, come nel caso della parola Mathematik: sotto l'influsso probabilmente dell'italiano, questa parola si pronuncia con l'accento sulla penultima sillaba, mentre nel tedesco usato in Germania l'accento cade sull'ultima.
Un altro esempio può essere la parola Chemie (Chimica), dove il suono "ch" viene reso come in francese in Germania, mentre diventa una "k" in Austria.
Inoltre prendendo come esempio i numeri zwanzig (venti), dreißig (trenta), e a seguire, mentre in Germania settentrionale si preferisce pronunciare la "g" finale come una "ch", in Austria, in Svizzera ed in Baviera si usa pronunciare una sorda "k". Caratteristica è anche la pronuncia /æɪ̯/ del dittongo ei/ai (tranne che nel Vorarlberg), che nel tedesco standard è pronunciato /aɪ̯/.
Tra le differenze a livello grammaticale, ampiamente descritte dalla dialettologia, si ricorda l'uso dei tempi del passato: le varietà meridionali del tedesco non usano spesso il Präteritum, dando la precedenza al Perfekt. Questa particolarità fa sicuramente sentire il suo effetto anche nella lingua scritta, dato che in tedesco le regole grammaticali che determinano l'uso dei tempi non sono particolarmente rigide.
A prescindere dalla qualità dei fenomeni (che a seconda del caso possono venire contestualizzati in maniera diversa), il tedesco in Austria merita un discorso a parte se non altro per la loro quantità e varietà (influssi dialettali, dello stato e di altre lingue).

## Gli influssi del bavarese sulla lingua standard in Austria
È molto facile che la differenza sia dovuta ai diversi ceppi dialettali. Il gruppo dialettale del bavarese ha un ambito geografico molto ampio, che comprende quasi tutta l'Austria e buona parte della Baviera, oltre all'Alto Adige in Italia. Inoltre, esso forma insieme allo svevo-alemanno (Svizzera, Alsazia, Germania sudoccidentale) un gruppo dialettale di ambito ancora più ampio: si tratta del tedesco superiore.
Dunque, le varianti austriache usate anche nella lingua standard potranno ricordare quelle di paesi e regioni vicini all'Austria, soprattutto la Baviera:
- italiano: la patata
  - tedesco in Austria: der Erdapfel[3]
  - bavarese in Austria: da Erschdépfé/Erdopfé
  - tedesco in Germania: die Kartoffel.
- italiano: gennaio (mese)
  - tedesco in Austria: Jänner
  - bavarese in Austria: Jénner
  - tedesco in Germania: Januar
- italiano: febbraio (mese)
  - tedesco in Austria: Feber (pronuncia: Féba)
  - bavarese in Austria: Feewer (pronuncia: Fèwa)
  - tedesco in Germania: Februar.

È dunque chiaro che queste non sono semplicemente delle particolarità austriache, ma si riscontrano nei dialetti e nell'uso standard di molti stati. A seconda della parola e a seconda dello stato, le varianti regionali potranno godere di maggiore o minore utilizzo nella lingua scritta o nel parlato più formale. Si può parlare, in questi casi, di una sorta di prestito linguistico: il tedesco standard si serve in questi casi di una parola presente in un altro codice (il bavarese, chiaramente presente anche in parte della Germania).

## L'influsso dello stato sulla lingua standard in Austria
L'appartenenza a differenti stati può giustificare alcune differenze: è chiaro che in questo caso si tratta di fenomeni puramente lessicali:
- italiano: l'ospedale
  - tedesco in Austria: das Spital[4]
  - tedesco in Germania: das Krankenhaus
- italiano: il comandante
  - tedesco in Austria: der Kommandant[5]
  - tedesco in Germania: der Kommandeur, der Befehlshaber
- italiano: la maturità
  - tedesco in Austria: die Matura
  - tedesco in Germania: das Abitur.

D'altro canto, nel caso di ospedale e maturità l'uso del termine si riscontra anche nella lingua scritta in altri paesi come la Svizzera. Queste differenze sono dovute, più che ad una natura diversa degli idiomi, all'intervento di fattori extralinguistici (gli organi ufficiali di uno stato possono, per convenzione, preferire un termine piuttosto che l'altro). Alcuni di questi termini possono risultare desueti, come ad esempio il latinismo austriaco Kerker, che deriva dalla parola carcer.

## L'influsso di altre lingue sulla lingua standard in Austria
Il campo semantico degli alimentari è uno di quelli in cui le varietà austriache mostrano delle particolarità linguistiche vere e proprie. Si tratta spesso di termini riscontrabili soprattutto in Austria e che vengono utilizzati anche nella lingua scritta (ad esempio, nei ricettari). È inoltre chiaro che queste varianti non sono spiegabili dall'intervento diretto dello stato. Si tratta invece di veri e propri fenomeni di lingue a contatto (in questo caso, di prestito linguistico):
- italiano: i fagiolini
  - tedesco in Austria: die Fisolen (dall'italiano)[6]
  - tedesco in Germania: die grünen Bohnen / Brechbohnen / Gartenbohnen
- italiano:  frittella, omelette, crêpe, crespella
  - tedesco in Austria:  die Palatschinken (dall'ungherese palacsinta e dal ceco palačinky)[7]
  - tedesco in Germania: der Pfannkuchen
- italiano: melanzana
  - tedesco in Austria: die Melanzani (dall'italiano)
  - tedesco in Germania: die Aubergine (dal francese)
- italiano: l'albicocca
  - tedesco in Austria: die Marille (dall'italiano armellino, albicocca[8])
  - tedesco in Germania: die Aprikose
- italiano: pomodoro
  - tedesco in Austria: der Paradeiser (dall'ungherese paradicsom o dallo slovacco paradajky o dal serbo paradajz)[9]
  - tedesco in Germania: die Tomate

Negli esempi proposti, l'uso di termini austriaci potrebbe (anche se non deve) compromettere la comprensione tra germanofoni austriaci e tedeschi. Eventuali problemi di intercomprensione non avranno quasi mai carattere simmetrico: in questi casi, è normale che un tedesco non capisca la variante austriaca, ma l'austriaco non avrà quasi mai difficoltà a capire quella usata in Germania. 
C'è da dire che comunque molti di questi termini sono poco frequenti o in disuso anche in Austria, oppure sono percepiti come appartenenti a un registro antiquato.
Per esempio, se si chiede a un austriaco come si dice "pomodoro", è decisamente più probabile che risponda Tomate piuttosto che Paradeiser. Nel caso di Marille per indicare l'albicocca, invece, l'uso del termine è pienamente vitale e di uso corrente anche allo scritto.
C'è in ogni caso una tendenza all'assimilazione e all'uniformità linguistica, prova di ciò è anche il fatto che nelle zone urbane dell'Austria, e in particolar modo a Vienna, la variante di tedesco locale è ormai in disuso, e, fatte salve alcune espressioni tipiche, l'unica caratteristica immediatamente riscontrabile nella parlata di un viennese è il suo marcato accento.
Nel complesso, questo gruppo di fenomeni tipici del tedesco in Austria riguarda particolarità dovute a fenomeni più linguistici che politici: per ragioni storiche, i parlanti germanofoni dell'Impero austro-ungarico, che era multilingue, si sono trovati spesso in contatto con popolazioni di altre etnie. Giocarono un ruolo soprattutto quelle italiana, ungherese, ebraica, francese e slava (si ricorda in questo contesto la parola Kren per indicare il rafano rusticano; si tratta di uno slavismo usato soprattutto in Austria, mentre in Germania si preferisce indicare la pianta con il termine Meerrettich).
Una caratteristica del genere distingue fondamentalmente gli austriaci dai bavaresi, che pure fanno capo allo stesso gruppo dialettale. Questi fenomeni di lingue in contatto hanno svolto un ruolo decisivo nel determinare le particolarità del tedesco in Austria.